# 하지무라트 마고메도프
하지무라트 사이기드마고메도비치 마고메도프(러시아어: Хаджимура́д Сайгидмагоме́дович Магоме́дов, 1974년 2월 24일~)는 러시아의 레슬링 선수이다. 1996년 하계 올림픽에서 남자 자유형 미들급 금메달을 획득했으며, 2001년 세계 선수권 대회에서 남자 자유형 미들급 금메달을 획득했다. 